# Mauricio Pochettino
Mauricio Roberto Pochettino Trossero (phát âm tiếng Tây Ban Nha: [mawˈɾisjo potʃeˈtino]); sinh ngày 2 tháng 3 năm 1972 là một cựu cầu thủ và huấn luyện viên bóng đá chuyên nghiệp người Argentina, hiện đang dẫn dắt đội tuyển bóng đá quốc gia Hoa Kỳ.

## Đầu đời
Pochettino sinh ra ở Murphy, Santa Fe. Ông là con của Amalia và Héctor Pochettino, một người làm công trong nông trại. Gia đình ông có người gốc từ vùng Piemonte, Ý. Từ 8 đến 10 tuổi, ông chơi cả bóng đá lẫn bóng chuyền và đồng thời học judo. Từ khi còn nhỏ, câu lạc bộ bóng đá yêu thích của ông là Racing Club de Avellaneda. Ông bắt đầu chơi ở vị trí trung vệ khi còn nhỏ cho câu lạc bộ Centro Recreativo Unión y Cultura. Đó là vị trí mà ông ưa thích nhưng ông cũng chơi ở vị trí tiền đạo và tiền vệ. Năm 13 tuổi, ông bắt đầu chơi cho Murphy trong giải hạng nhất của giải đấu Venadense trong khu vực cùng với anh trai của mình, Javier. Ngoài ra, ông còn học nông nghiệp ở một trường cách nhà khoảng 25 km.

## Sự nghiệp huấn luyện viên

### Southampton (2013-2014)
Vào ngày 18 tháng 1 năm 2013, Pochettino được bổ nhiệm làm huấn luyện viên cho câu lạc bộ Southampton ở giải Ngoại hạng Anh để thay thế Nigel Adkins. Đồng thời, ông trở thành huấn luyện viên người Argentina thứ hai (người trước đó là Osvaldo Ardiles). Trận đấu đầu tiên của ông với đội diễn ra năm ngày sau đó với tỷ số hòa 0–0 trước Everton tại sân vận động St Mary. Ông giành được chiến thắng đầu tiên vào ngày 9 tháng 2 khi giành chiến thắng với tỷ số 3–1 trên sân nhà trước đương kim vô địch năm 2013, Manchester City. Trong suốt mùa giải này, ông đã dẫn dắt Southampton đến những chiến thắng đáng chú ý trước các đội bóng hàng đầu khác, bao gồm chiến thắng 3-1 trên sân nhà trước Liverpool và chiến thắng 2-1 trước Chelsea. Trong mùa giải trọn vẹn đầu tiên với Southampton, ông đã giúp đội đứng thứ tám. Đó là vị trí cao nhất của đội kể từ mùa giải 2002–03 và đồng thời đội cũng ghi tổng số điểm cao nhất kể từ khi Ngoại hạng Anh chính thức bắt đầu vào mùa giải 1992–93.

### Tottenham Hotspur (2014-2019)
Vào ngày 27 tháng 5 năm 2014, Pochettino được bổ nhiệm làm huấn luyện viên trưởng của Tottenham Hotspur theo hợp đồng 5 năm và ông trở thành nhà cầm quân thứ 10 của câu lạc bộ bóng đá này. Ông giúp Tottenham lọt vào trận chung kết Cúp EFL sau khi giành chiến thắng chung cuộc với tỷ số 3–2 trước Sheffield United nhưng bị Chelsea đánh bại 2–0 trong trận chung kết ở sân vận động Wembley. Tại giải quốc nội, ông có một mùa giải thành công sau khi đứng thứ năm. Thêm vào đó, ông cũng cho một số cầu thủ trẻ của học viện thành cầu thủ chính của đội. Ngoài ra, ông đã đưa một trong những sinh viên tốt nghiệp đó, Harry Kane, vào vị trí tiền đạo xuất phát thay vì tuyển thủ Tây Ban Nha Roberto Soldado. Điều đó đã đựoc đền đáp khi Kane và những người đồng đội của anh, Dele Alli và Eric Dier, được coi là những cầu thủ tiềm năng cho đội tuyển Anh tại giải vô địch bóng đá Châu Âu 2016.

### Paris Saint-Germain (2021-2022)
Vào ngày 2 tháng 1 năm 2021, Pochettino được bổ nhiệm làm huấn luyện viên trưởng của Paris Saint-Germain theo hợp đồng có thời hạn 18 tháng và thay thế Thomas Tuchel. Ông đã từng thi đấu cho câu lạc bộ này từ năm 2000 đến năm 2003.
Trận đấu đầu tiên của ông với PSG diễn ra bốn ngày sau đó và kết thức với kết quả hòa 1-1 trên sân khách trước Saint-Étienne. Vào ngày 9 tháng 1, ông có trận chiến thắng đầu tiên khi giành chiến thắng với tỷ số 3–0 trên sân nhà trước Brest. Bốn ngày sau, ông giành được vinh dự đầu tiên trong sự nghiệp huấn luyện của mình khi Paris Saint-Germain đánh bại đội bóng kình địch Marseille với chiến thắng 2-1 trong Siêu cúp Bóng đá Pháp. Vào ngày 16 tháng 2 năm 2021, Pochettino bắt chính trận đấu đầu tiên tại Champions League và giành chiến thắng 4–1 trước Barcelona tại sân vận động Camp Nou trong trận lượt đi vòng 16 đội. Trong vòng tứ kết Champions League, PSG thắng đương kim vô địch Bayern München theo luật bàn thắng sân khách sau khi chiến thắng với tổng tỷ số 3–2. Tuy nhiên, PSG đã thua cả hai lượt trận trong vòng bán kết với Manchester City.
Pochettino kết thúc mùa giải với chức vô địch Cúp bóng đá Pháp sau khi chiến thắng trận chung kết Cúp bóng đá Pháp trước Monaco và ở vị trí thứ hai tại Ligue 1 sau Lille. Vào tháng 7 năm 2021, ông gia hạn hợp đồng với Paris Saint-Germain đến năm 2023.
Vào mùa giải 2021–22, ông đã giành chức vô địch Ligue 1 đầu tiên.
Vào ngày 5 tháng 7 năm 2022, ông đã bị Paris Saint-Germain sa thải và người kế nhiệm ông là huấn luyện viên người Pháp Christophe Galtier.

## Thống kê thành tích

### Với tư cách là huấn luyện viên
Tính đến 19 tháng 5 năm 2024
| Đội                 | Từ                  | Đến                  | Kết quả | Kết quả | Kết quả | Kết quả | Kết quả               |
| Đội                 | Từ                  | Đến                  | Trận    | Thắng   | Hòa     | Bại     | Tỷ lệ chiến thắng (%) |
| ------------------- | ------------------- | -------------------- | ------- | ------- | ------- | ------- | --------------------- |
| Espanyol            | 20 tháng 1 năm 2009 | 26 tháng 11 năm 2012 | 161     | 53      | 38      | 70      | 032,92                |
| Southampton         | 18 tháng 1 năm 2013 | 27 tháng 5 năm 2014  | 60      | 23      | 18      | 19      | 038,33                |
| Tottenham Hotspur   | 27 tháng 5 năm 2014 | 19 tháng 11 năm 2019 | 293     | 159     | 62      | 72      | 054,27                |
| Paris Saint-Germain | 2 tháng 1 năm 2021  | 5 tháng 7 năm 2022   | 84      | 55      | 15      | 14      | 065,48                |
| Chelsea             | 1 tháng 7 năm 2023  | 21 tháng 5 năm 2024  | 51      | 26      | 11      | 14      | 050,98                |
| Tổng cộng           | Tổng cộng           | Tổng cộng            | 649     | 316     | 144     | 189     | 048,69                |

### Danh mục
- Balague, Guillem (2017). Brave New World: Inside Pochettino's Spurs. W&N. ISBN 978-1409157717.